# Estella Warren
Estella Dawn Warren (Peterborough (Ontario), 23 december 1978) is een Canadese actrice, voormalig synchroonzwemster en fotomodel. Ze is 1,75 m lang. In haar vrije tijd doet ze aan paardrijden, piano spelen, zingen en zwemmen.

## Levensloop

### Jeugd
Haar vader verkocht tweedehands auto's en haar stiefmoeder was directrice van een lagere school. Ze heeft verder nog twee oudere zussen. Op haar achtste begon ze te synchroonzwemmen. Op haar twaalfde verhuisde ze naar Etobicoke (Ontario) om te trainen bij het nationale zwemteam.
Ze vertegenwoordigde Canada op de World Aquatic Championships en behaalde daar een tweede plaats. Op haar zeventiende werd ze nationale kampioene. Ze is drievoudig Canadees kampioene en won het brons op de Junior World Championships in 1995. Ze kreeg de kans deel te nemen aan de Olympische Spelen in Atlanta in 1996 maar koos voor een modellencarrière.

### Modellenwerk
Tijdens een modeshow in 1996 op haar middelbare school werd Warren opgemerkt door een aanwezige talentscout. Die nam een Polaroidfoto van haar en stuurde die naar een modellenbureau in New York. Hierop begon haar modellencarrière met een fotosessie voor het tijdschrift Vogue. Nadien verscheen ze in Sports Illustrated, Elle, Vanity Fair, Marie Claire en in twee tv-reclamespots voor Chanel No. 5.
In 2000 kwam ze op de eerste plaats van de Maxim's Hot 100 Babe List. Verder doet ze modellenwerk voor ontwerpers als Andrew Groves, Sonia Rykiel, Kenzo en Yves Saint Laurent. Haar vader is hierbij haar manager.

### Acteerwerk
Warren verhuisde naar Los Angeles en belandde daar in haar eerste film Perfume uit 2001. Ook in 2001 speelde ze naast Sylvester Stallone en Burt Reynolds in de actiefilm Driven en later dat jaar in Planet of the Apes. In 2003 had ze een rol in
Kangaroo Jack en The Cooler en in 2004 in Blowing Smoke. In 2005 verscheen ze in The Trouble with Frank naast zanger Jon Bon Jovi.
Warren verscheen ook op het tv-scherm; In 2003 in de
That '70s Show en in 2005 in Law & Order en Special Victims Unit.

## Citaten
- Coming from a barely clothed childhood as a swimmer makes me really comfortable with my body.
- I really wanted to go to the Olympics, but everyone wanted me to model for them, so I said what the hell, why not!
- If I can't use my beauty now, I'm never going to be able to. This is the way I'm going to get myself to a position where it isn't a factor.

## Filmografie
- Biblioteca Nacional de España: XX1679375
- Bibliothèque nationale de France: cb14584407q (data)
- Gemeinsame Normdatei: 1013521803
- International Standard Name Identifier: 0000 0001 2121 1067
- Library of Congress Control Number: no2004004646
- Nationale Bibliotheek van Israël: 987007376914705171
- Virtual International Authority File: 12552257
- WorldCat: E39PBJwtt8RG98dTXPD8TM3hHC